# Ciugudu de Jos, Alba
Ciugudu de Jos (în maghiară Alsófüget, în germană Unterfigid, Fugendorf) este un sat în comuna Unirea din județul Alba, Transilvania, România. Prima atestare documentară datează din anul 1219.

## Istoric
Pe Harta Iosefină a Transilvaniei din 1769-1773 (Sectio 124), localitatea apare sub numele de „A: Füged” (Alsó Füged). A fost comună până la reorganizarea administrativă din 1968.                                                                                                                  
„Ținutul dintre Arieș și Mureș, din culmile Trascăului și până unde cele două râuri se întâlnesc, din vechime își are numirea de Ținutul Arieșului. Satul Ciugudu de Jos este situat în partea de apus a acestui ținut, încadrat fiind între două brâie de dealuri, ce pornesc din coasta muntelui Trăscău, înfruntându-se parcă unul pe altul prin înălțimile ce își opun. Satele Ciugudu de Jos și de Sus, cândva sate mici cu tradiție de iobăgie, aparțineau acelora care aveau în stăpânire frumoasele și întinsele lor păduri de stejari.”—Iuliu Popa (1906-1994), preot greco catolic
Satul Ciugudu de Jos este așezat la nord de orașul Ocna Mureș, la distanța de cca. 15 km. Casele sunt așezate pe cursul pârâului (vale) ca o salbă de mărgele.                                                                                                                  
Vatra inițială a satului Ciugudu de Jos, conform „Dicționarului istoric al localităților din Transilvania” (1967-1968), scris de istoricul dr. Coriolan Suciu, originar din Ciugudu de Jos, se afla pe hotarul actual al Ciugudului de Sus, în partea de hotar denumit “după biserică”, satul fiind compus din familiile țăranilor români, iobagi pe moșia grofului Banffy din Luncani, denumit în acel timp Grind.
În actuala vatră a satului documente istorice ca: Lucrarea Szekely felc Kirasa, aparținând istoricului maghiar Balázs Orbán, apărută la Budapesta în anul 1871, arată că deznaționalizarea aplicată secole de-a rândul de către stăpânirea feudală austro-ungară, amintindu-se existența acestei așezări secuiești de prin anul 1332.
După o perioadă îndelungată de tensiune, cu caracter național, unii dintre iobagii din Ciugudul inițial de mijloc au fost aduși de stăpânirea de atunci, la cererea moșierului, pe actuala vatră a satului, pentru a fi mai aproape de moșia pe care lucrau în număr inițial de cca. 30 de familii.
Constantin Daicoviciu a observat la pag. 48 din vol. al II-lea Istoria României că ceramica de tip Ciugud este foarte asemănătoare cu cea descoperită la Chirnogi, putând fi datată din sec. X și prima jumătate a secolului XI, deci, dinaintea de cucerirea Transilvaniei de către statul feudal maghiar, putând fi atribuită populației autohtone românești, ceea ce se confirmă și prin cărămida cu inscripție romană aflată de către profesorul de istorie dr. Coriolan Suciu, originar din Ciugudu de Jos.
Ciugudu de Jos apare și în hrisoavele administrative maghiare ca și comuna cu notariat propriu în anul 1897 și având în componență satele: Ciugudu de Sus, Ormeniș, Decea și Inoc, iar ca tutelă administrativă, aparținea plășii Vințu de Jos (Unirea I), județul Turda, iar în anul 1924 a fost trecută la plasa Ocna Mureș, județul Alba. De notariatul din Ciugudu de Jos au ținut satele Decea și Inoc până în anul 1918, iar de la acea dată a avut tot statut de comună având un singur sat aparținător, Ciugudu de Sus, formă ce și-a păstrat-o până în anul 1968.
În anul 1928 au început lucrările de construire a bisericii din sat, cu Hramul Sfinților Arhangheli Mihail și Gavril, care s-au terminat în anul 1929. Anul 1929 este trecut pe pisanie. Tot în 1929 a fost donat și Iconostasul.                                                                                                                   
În anul 1958 s-au finalizat lucrările de construire a Școlii Generale Ciugudu de Jos (începută în anul 1952), proiectată în curtea Casei Parohiale din sat și lipită de aceasta, sub supravegherea directorului școlii, Alexe Coban.                                                                                                                   
Între anii 1960 și 1970 are loc introducerea cursei pe traseul Aiud - Ciugudu de Sus, Podeni și Ciugudu de Sus – Ocna Mureș. Tot acum are loc electrificarea satului Ciugudu de Jos.

## Personalități
- Augustin Popa (1893-1974), Profesor universitar de Drept canonic, canonic de Blaj, membru al Comitetului Executiv și președinte al Partidului Național-Țărănesc, filiala din județul Târnava Mică, deputat în Parlamentul României;
- Domokos Sámuel (1913-1995), istoric literar, folclorist și bibliograf român de etnie maghiară. A predat Istoria literaturii române la Univ. Eotvos Lorand din Budapesta, intre 1948–1983;
- Popa Amos, (1867-1943) delegat și semnatar al Actului Unirii de la 1 decembrie 1918 de la Alba Iulia;
- Rubin Popa (1901-1958), medic și profesor universitar român la Institutul Oncologic din Cluj;
- Coriolan Suciu (1895-1967), profesor, preot și istoric român.

## Imagini

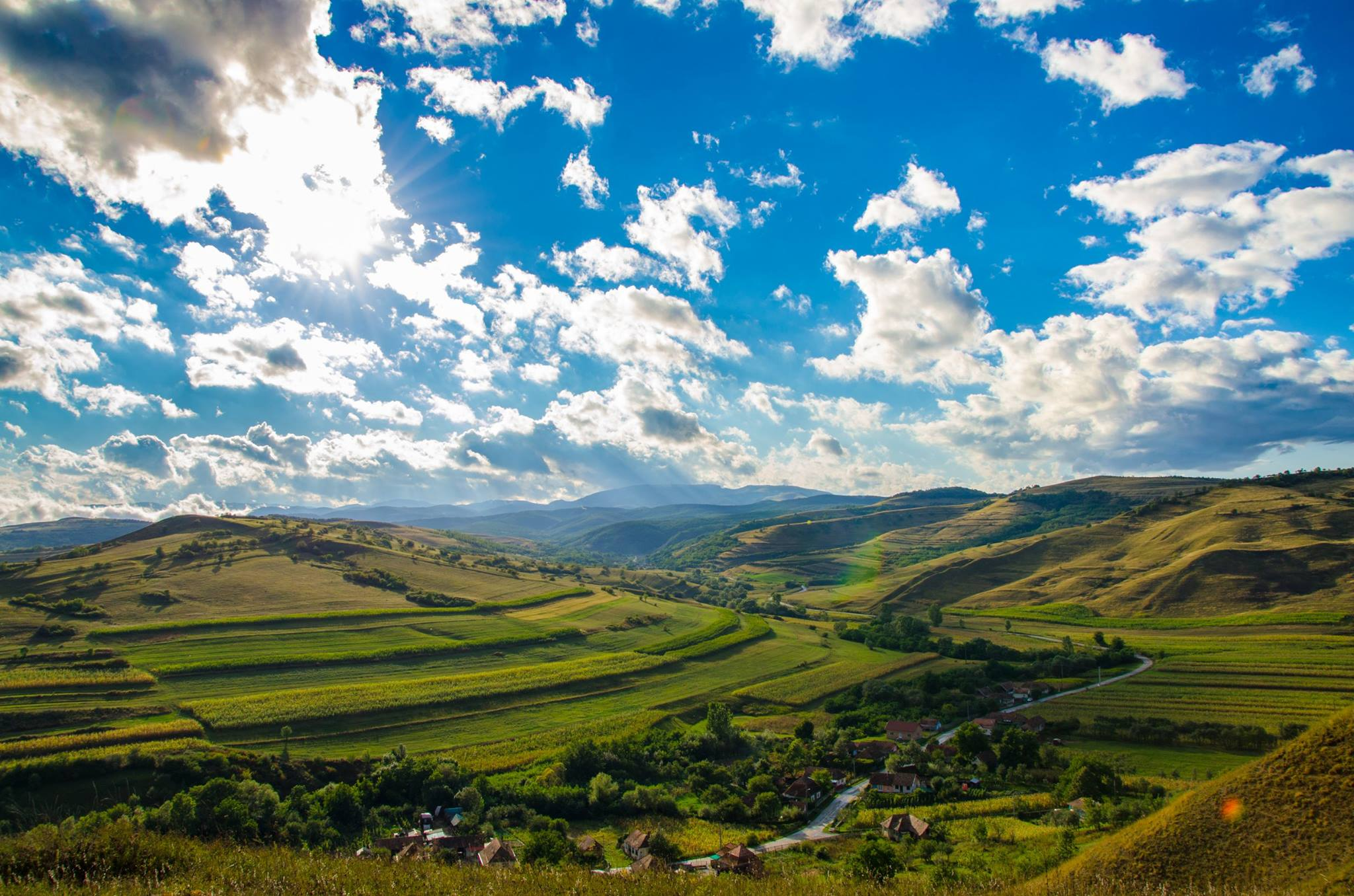
Ciugudu de Jos - Fotografie de Andrei Oțel
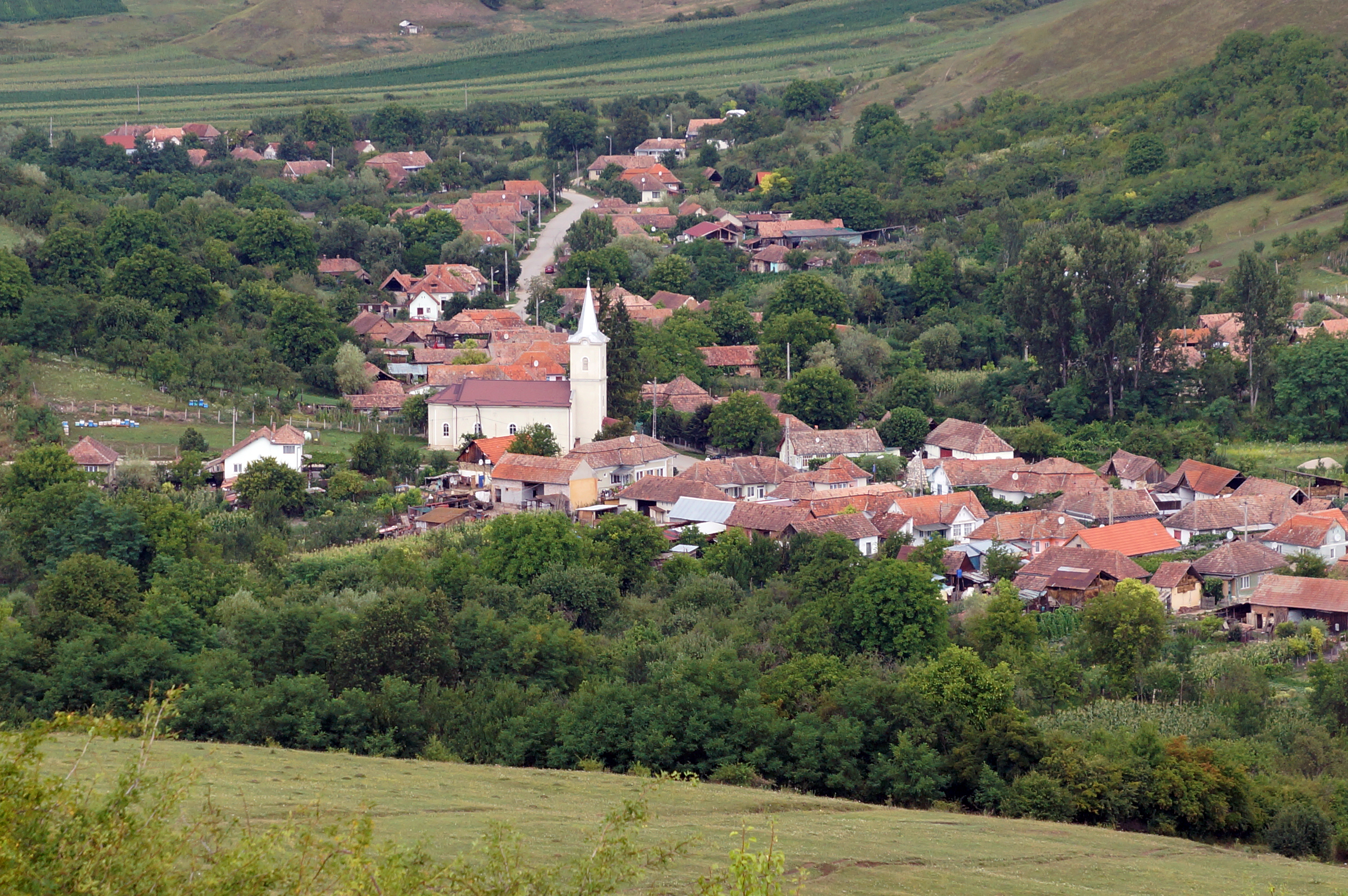
Ciugudul de Jos, județul Alba - Fotografie de Diana Păduraru-Coban
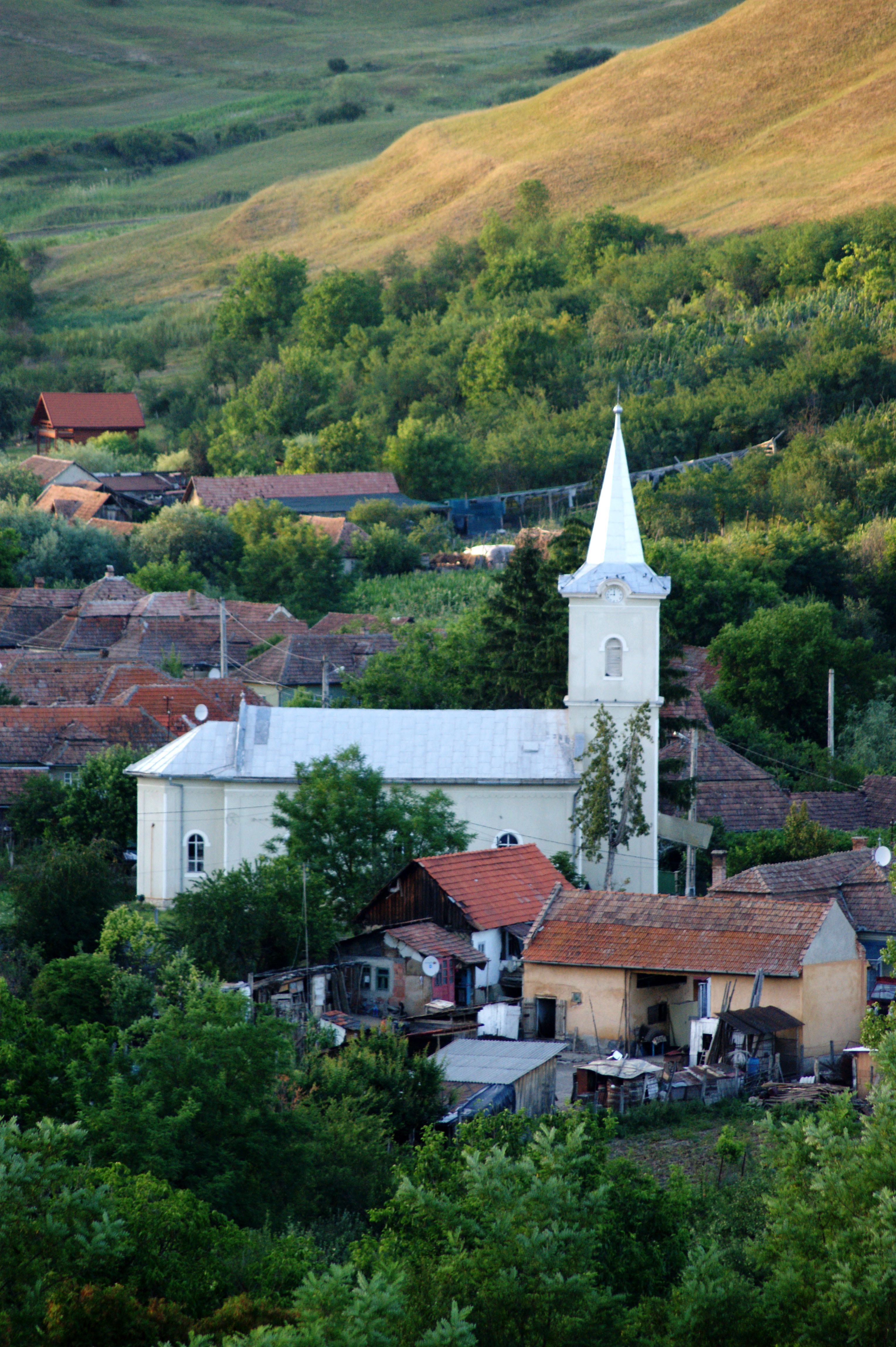
Biserica (greco-catolică) cu Hramul Sfinților Arhangheli Mihail și Gavril (1928-1929) - Fotografie de Diana Păduraru-Coban (19 iulie 2012)
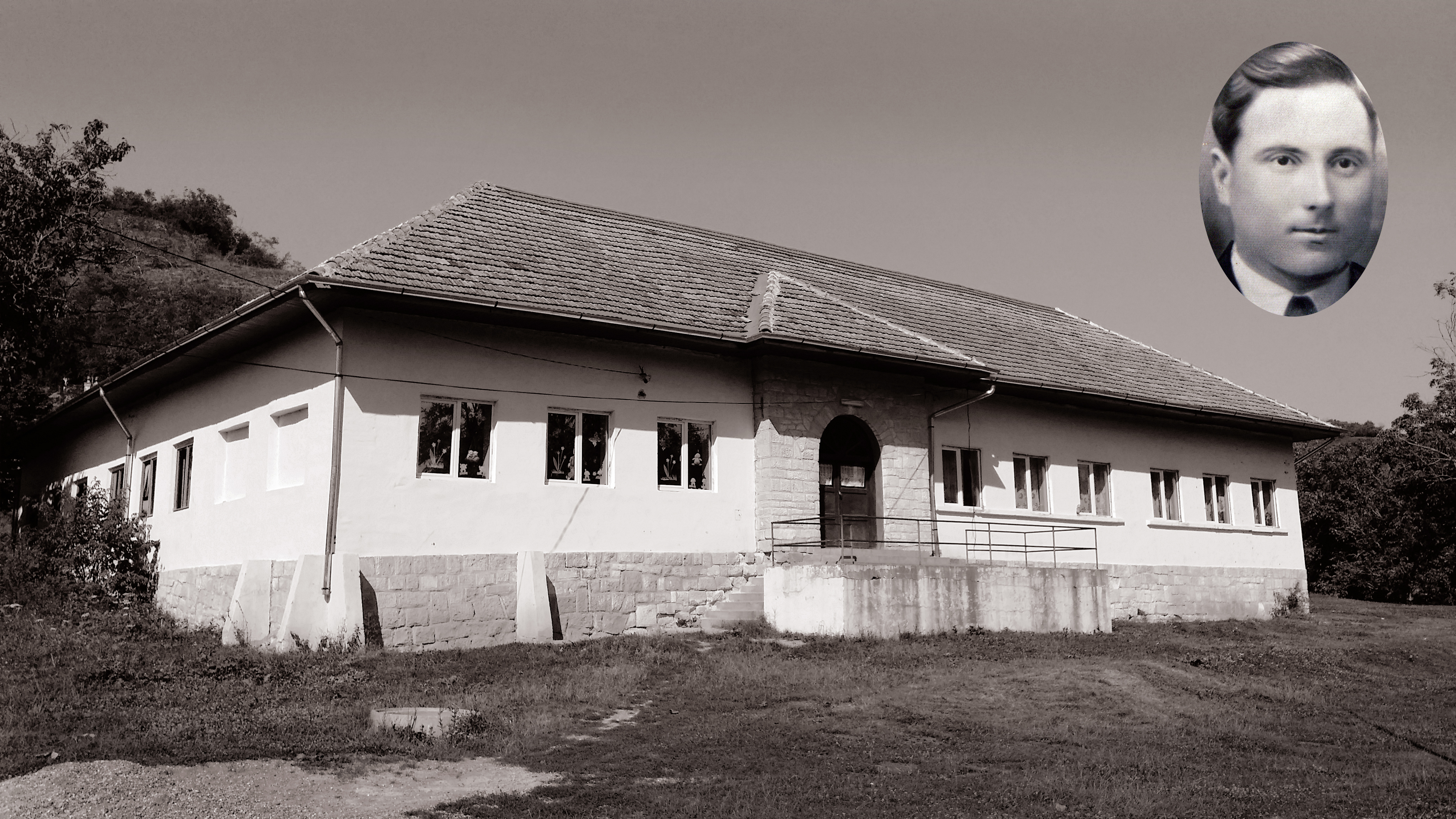
Școala Generală Ciugudu de Jos, județul Alba (1958) Fotografie de Diana Păduraru-Coban

## Legături externe
- Materiale media legate de Ciugudu de Jos la Wikimedia Commons
- Repertoriul așezărilor rurale din Dacia romană
- Harta zonei Ciugudu de Jos